# Commission supérieure des comptes
La Commission supérieure des comptes est une institution de la principauté de Monaco.

## Fonctionnement
La Commission est saisie chaque année :
- par le Prince, pour le « projet de compte annuel des opérations budgétaires de l'exercice sous revue » ;
- par le ministre d'État, pour le rapport établi sur ces opérations budgétaires par le Contrôleur général des dépenses[1].

La Commission n'exerce que par la formulation d'observations sous forme de rapport ; elle n'a donc ni de contrôle juridictionnel, ni de pouvoir décisionnel.

## Composition
La Commission est composée de six membres titulaires qui sont désignés pour leurs compétences relatives aux finances publiques. Ces membres ne peuvent être des fonctionnaires.